# Ligne de Saint-Étienne à Lyon
La ligne de Saint-Étienne à Lyon est une portion de la Ligne Moret-Veneux-les-Sablons - Lyon-Perrache entre la gare de Saint-Étienne-Châteaucreux et celle de Lyon-Perrache. C'est une ligne à fréquence élevée (jusqu'à un TER toutes les 15 minutes par sens, en heure de pointe, sur la section St-Etienne–Givors), considérée comme une des premières lignes voyageurs en Région par sa fréquentation avec plus de 20 000 voyageurs par jour. Elle est électrifiée depuis le 10 janvier 1958 à 1 500 V. La ligne fut construite de 1828 à 1833 par Camille et Marc Seguin pour un coût de 14 500 000 francs.

## Histoire
La ligne entre Saint-Étienne et Lyon est concédée par ordonnance royale du 7 juin 1826. La première concession pour une ligne française de chemin de fer avait été signée pour la ligne de Saint-Étienne à Andrézieu, trois ans plus tôt, le 26 février 1823, d'une longueur de 23 km. Cette nouvelle ligne a été mise en service en totalité le 1er octobre 1832 par la Compagnie du chemin de fer de Saint-Étienne à Lyon. Cette ligne a connu plusieurs rectifications de tracé, notamment à la suite de l'intégration de la compagnie initiale au sein de la Compagnie des chemins de fer de jonction du Rhône à la Loire, acté par une loi le 10 juin 1853.
Dès le 15 octobre suivant, la Compagnie du chemin de fer Grand-Central de France rachète la Compagnie des chemins de fer de jonction du Rhône à la Loire. Ce rachat est approuvé par décret impérial le 26 décembre 1853.
Les 2 février et 6 avril 1855, les compagnies des chemins de fer de Paris à Orléans, de Paris à Lyon, et du Grand-Central signent avec le ministre des Travaux publics une convention portant création d'une société en commandite, connue sous le nom de « syndicat du Bourbonnais ». La convention attribue aussi à la société la concession d'un chemin de fer « de Paris à Lyon par Corbeil et Moret, Nevers, Roanne et Saint-Étienne, d'un côté, Tarare de l'autre ». Les trois compagnie apportant les tronçons de Paris à Corbeil, de Nevers à Roanne, et du Coteau à Lyon, déjà concédés, à la nouvelle société. Cette convention est approuvée par décret impérial le 7 avril 1855.
Mais la Compagnie du chemin de fer Grand-Central de France est victime d'une déconfiture financière et est démantelée en 1857. Cela provoque la disparition de la société commune qui est démembrée au profit de la Compagnie du chemin de fer de Paris à Orléans et de la constitution de la Compagnie des chemins de fer de Paris à Lyon et à la Méditerranée. Cette dernière compagnie récupère notamment la concession de la ligne de Moret à Lyon par le Bourbonnais lors de sa création par la convention signée le 11 avril 1857 entre le ministre des Travaux publics et les Compagnie du chemin de fer de Paris à Lyon et Compagnie du chemin de fer de Lyon à la Méditerranée. Cette convention est approuvée par décret le 19 juin 1857.

### La construction
Seguin avait mis au point un tracé qui devait s'adapter aux contraintes naturelles. Longue de cinquante-huit kilomètres et établie à double voie, la ligne de Saint-Étienne à Lyon suivait la vallée accidentée du Gier.
La construction a commencé en septembre 1826. Marc Seguin était l'ingénieur en chef. 
Ce tracé nécessita à la Compagnie du chemin de fer de Saint-Étienne à Lyon d’acheter plus de neuf cents parcelles.

### Données techniques
Cette ligne de 58 kilomètres fut réalisée avec une descente lente vers Lyon. La première partie de la ligne, entre Saint-Étienne et Rive-de-Gier a été faite en recherchant une pente constante de 1,2 à 1,4 %. La section suivante, jusqu'à Givors, suivant le Gier, était plus plane, avec une pente de 0,65 %. La dernière section de la ligne, de Givors vers Lyon, a été établie pratiquement à plat.
Pour maintenir une pente constante, il fut construit plusieurs ponts et tunnels. La ligne comportait un pont sur la Saône, un viaduc, et quatorze souterrains. Trois grands tunnels de forme ovoïde furent construits : entre 1827 et 1830 a été creusé le premier tunnel de Couzon, long de 977 mètres. Le deuxième tunnel, de seulement 400 mètres de long, a été creusé en 1831 à Lyon. Le troisième tunnel, de 1,5 kilomètre de longueur, a été creusé entre le pont-de-l'Ane et Terrenoire sous la ligne de partage des eaux Méditerranée/Atlantique.

### L’itinéraire
La ligne devait au début traverser Givors et continuer sur la rive gauche du Rhône mais à la suite de nombreuses manifestations il fut décidé de la faire passer sur la rive droite.
La construction a duré cinq ans entre 1827 et 1832. La première partie à ouvrir était entre Givors et Rive-de-Gier, qui fut achevée le 28 juin 1830. Un raccordement entre les bateaux et les trains a été permis par la construction de la gare de Givors-Canal sur le canal se jetant dans le Rhône près de Givors. C'est devenu le plus grand port sur le Rhône et une ville industrielle active.

### La traction

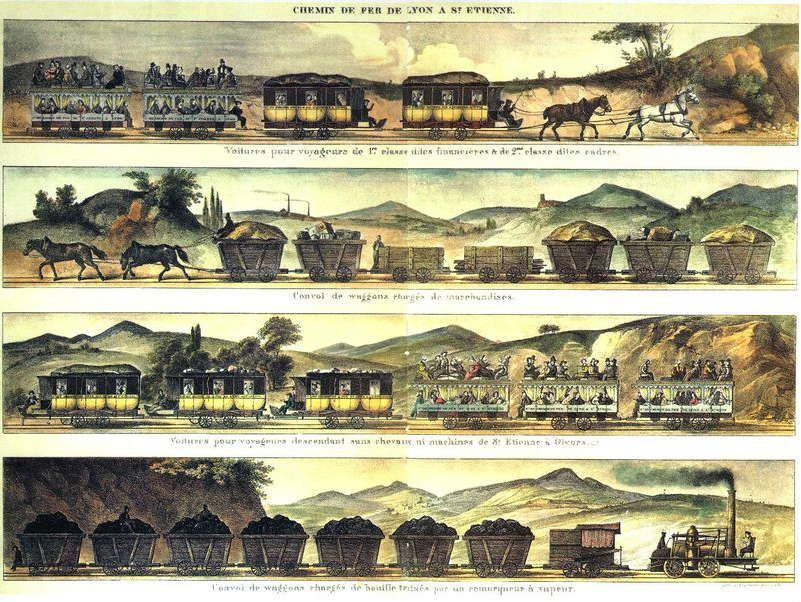
Quatre trains de la ligne Saint-Étienne-Lyon : train de voyageurs hippomobile, train de marchandises hippomobile, train de voyageurs à descente sans traction, train de houille à traction par locomotive d'avant 1840.

Pendant les premiers mois de l'exploitation, des chevaux ont été employés comme mode de traction. Dans la direction Saint-Étienne - Lyon, les chevaux étaient installés sur un wagon pour la descente et placés devant le train pour le reste du voyage pour la traction. Pour le voyage retour, un cheval était employé pour transporter cinq ou six charriots vides.
Pour le confort, la compagnie de Seguin avait placé des draps sur les sièges et avait mis des courroies en cuir pour ouvrir et fermer les fenêtres. Les premiers ont été coupés par des passagers et transformés en vêtements et les courroies utilisées comme ceintures.

### Ouverture des sections
Au début en 1831, la locomotive Seguin transportait  vingt-quatre à vingt-huit chariots vides entre Givors et Rive-de-Gier ou sept pleins.
Le 3 avril 1832, la section jusqu'à Lyon a été employée pour le transport de marchandises, quelques passagers étant acceptés, qui reposaient sur de la paille dans des chariots.
La dernière section, à Saint-Étienne, a été ouverte le 1er octobre 1832 pour l'usage de passagers seulement, le fret étant accepté quelques mois plus tard. Le 4 avril 1833, la ligne est ouverte en sa totalité.

### Le matériel roulant
En 1836, la compagnie possédait douze locomotives, 135 chariots et transportait ses passagers d'une extrémité à l'autre en six heures.
Les accidents étaient réguliers car de nombreuses personnes circulaient au bord de la ligne ferroviaire. En 1844, la traction par les chevaux fut abandonnée et le voyage entier fut réalisé par des locomotives à vapeur, ce qui permit de réduire considérablement le temps de transport, passant à 2 h 30.

## Infrastructures

### Les gares

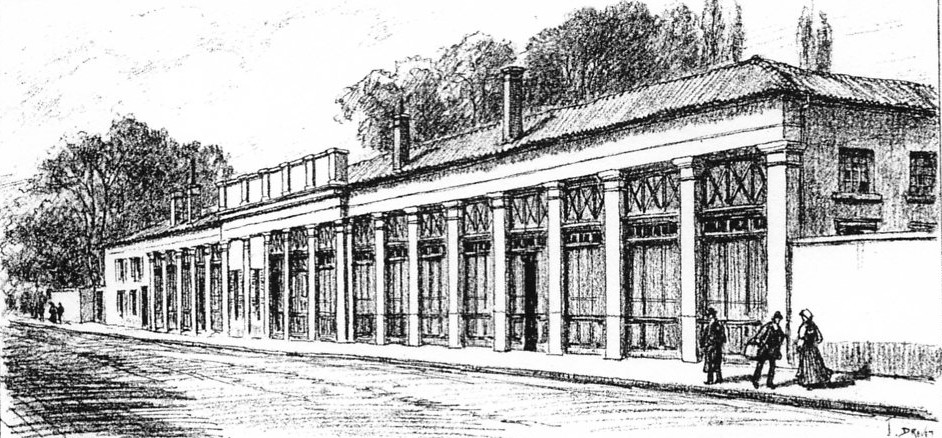
Ancien débarcadère de la ligne de Saint-Étienne à Lyon, dit gare du Bourbonnais, vers 1911 (gravure de Joannès Drevet)

Voir le schéma de ligne (déroulant).
Trois terminus différents se sont succédé à Lyon. Le premier est établi à proximité du pont de la Mulatière. Cet embarcadère, constitué d'une simple baraque jugée peu commode, est détruit en 1840 par une inondation. Il est remplacé par une nouvelle gare, la gare du Bourbonnais, construite le long du quai Perrache. Ce nouveau terminus, plus adapté à cette ligne qui connait un réel succès, est ouvert en 1845. La ligne est ensuite prolongée jusqu'à la gare de Lyon-Perrache, ouverte en 1856 à la jonction des lignes Paris - Lyon et Lyon - Avignon (ligne classique Paris - Marseille), et la gare du Bourbonnais est alors désaffectée.

### Les principaux ouvrages d'art
- Ancien tunnel de Couzon - Rive-de-Gier, construit en 1830 et fermé en 1856[10]
- Nouveau tunnel de Couzon - Rive-de-Gier, construit en 1856
- Pont de La Mulatière, construit en 1914
- Pont de Mulatière, construit en 1830
- Tunnel de Terrenoire, construit en 1829

## Matériel roulant
La ligne voit aujourd'hui passer des TER, TGV et des trains de fret. Exceptionnellement en cas de travaux, elle peut accueillir des trains Intercités de l'axe Nantes-Lyon (sans arrêt commercial). 
Les TER sont principalement assurés par des automotrices régionales à deux niveaux, de type Z55500. Ces rames peuvent être substituées en cas de manque de matériel roulant par des automoteurs à un niveau de la série des B81500 (liaison vers Perrache et Part-Dieu). 
Les TGV sont assurés par des rames Duplex, raccordées aux TGV Paris-Lyon en gare de Lyon-Part-Dieu. 
La traction des trains Fret SNCF est confiée aux diesels BB75000 car la majorité des trains continuent également vers l'artère non-électrifiée de Roanne.

## Galerie Photos

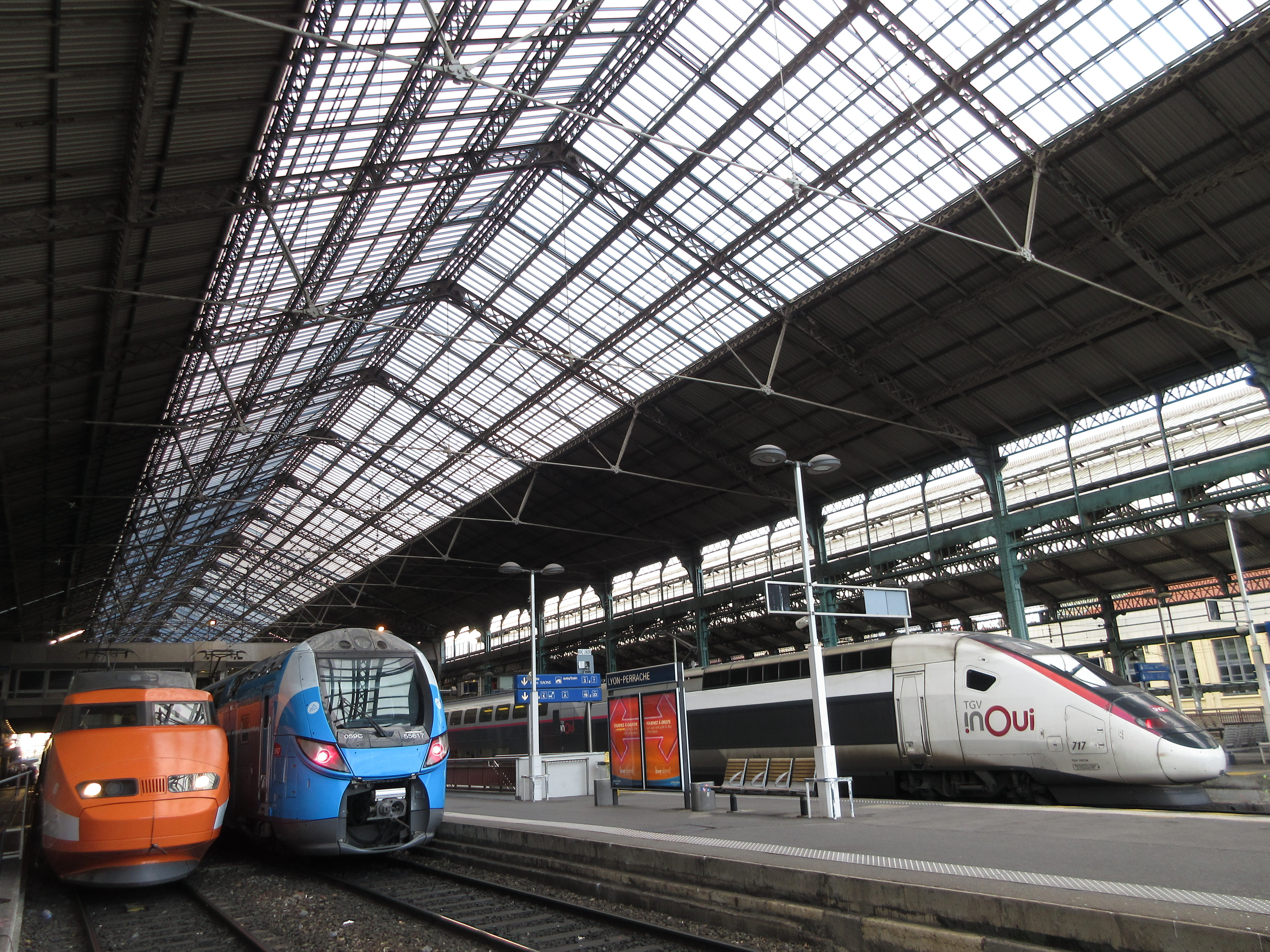
Gare de Lyon Perrache
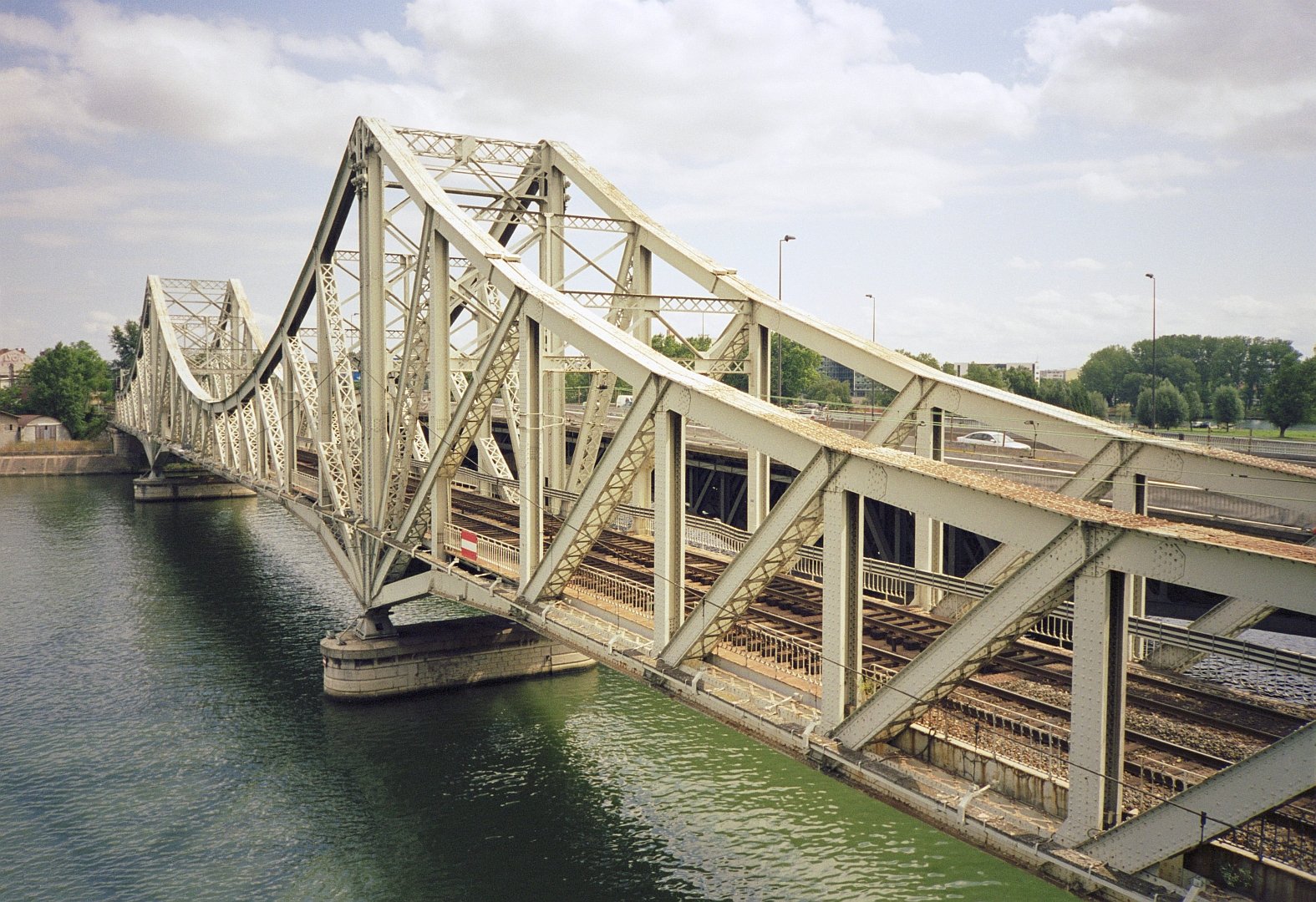
Le pont ferroviaire de La Mulatière, d'une longueur de 190 m et inauguré en 1916[11].
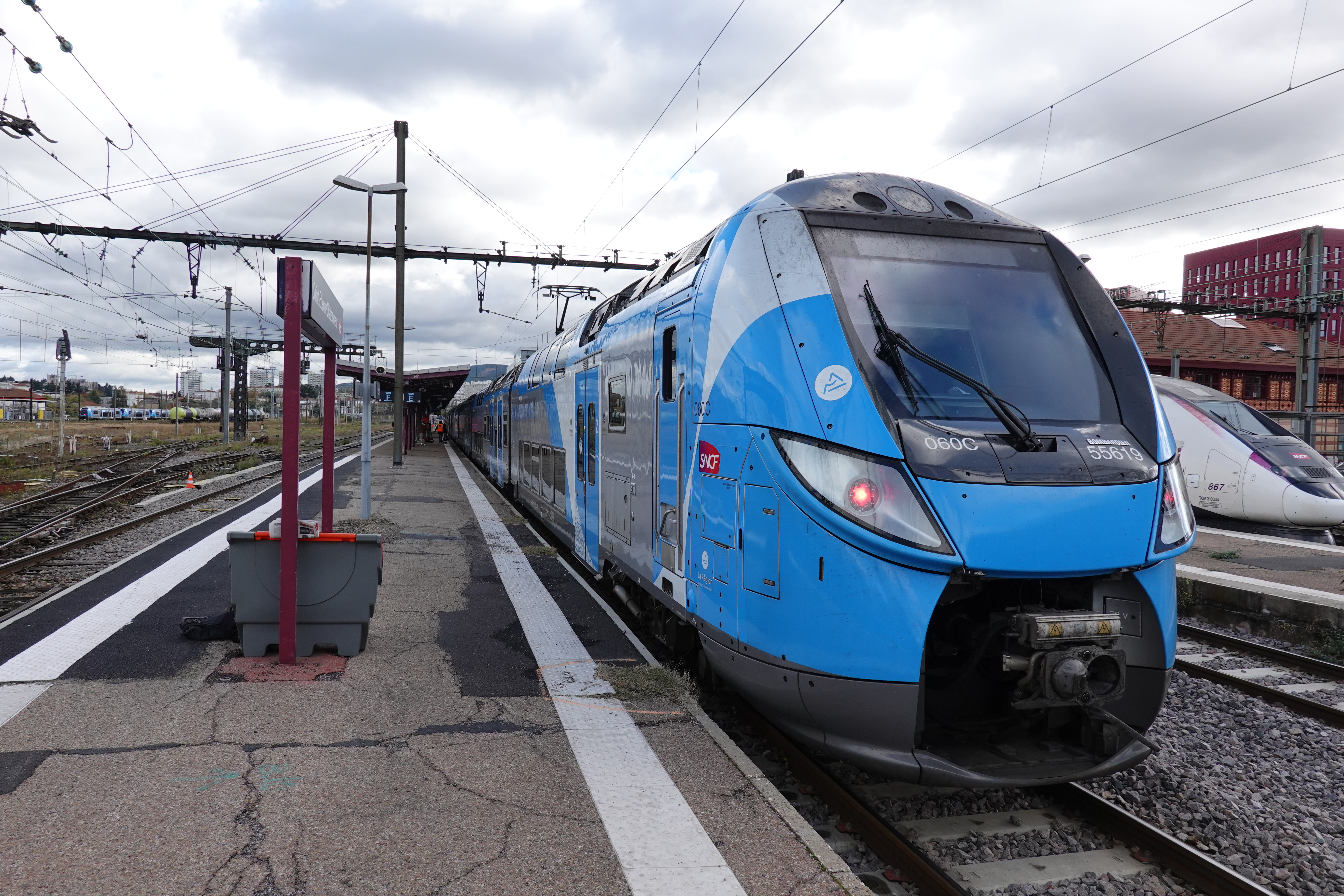
Rame TER à deux niveaux de la série Regio2N, principal matériel roulant de la ligne.
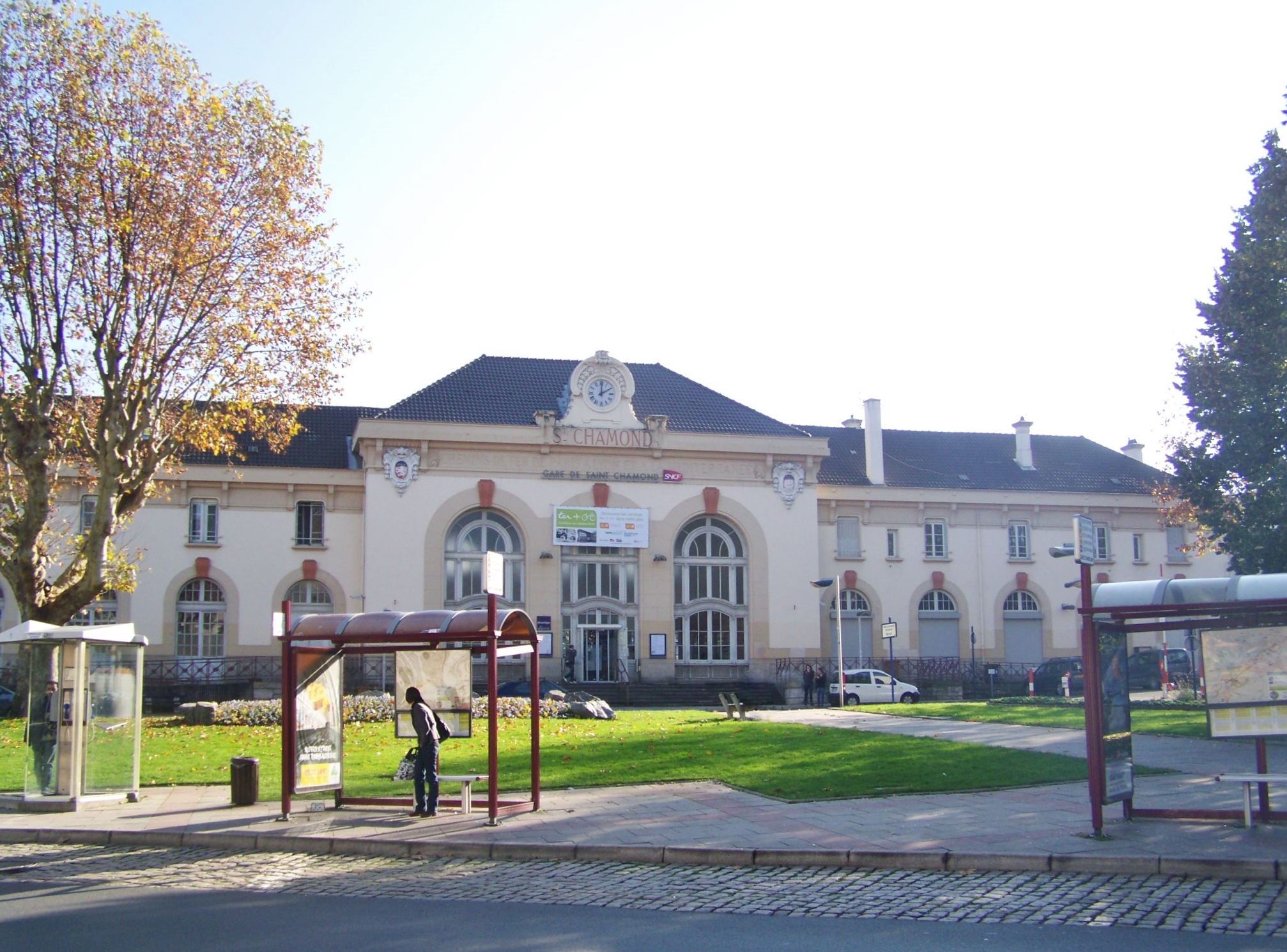
La gare de Saint Chamond.